# Пурпурни бактерии
Пурпурните бактерии са фототрофни протеобактерии, способни да фотосинтезират. Пурпурните бактерии съдържат пигменти бактериохлорофил a или b, както и различни видове каротеноиди, които им придават цветове от пурпурно, червено, кафяво, оранжево.

## Метаболизъм
Фотосинтезата се осъществява в реакционни центрове по клетъчната мембрана, която е вгъната навътре, образувайки сакчета, листове, цилиндри като увеличава площта за фотосинтеза.
Подобно на други фотосинтезиращи бактерии, пурпурните, не отделят кислород, защото като електронен донор (редуциращ агент) ползват други вещества, а не вода. В някои случаи това са сулфиди или елементарна сяра при пурпурните серни бактерии. Останалите с общото име не-серни пурпурни бактерии обикновено използват водород макар че е възможна употребата и на други електронни донори. Филогенетични изследвания по РНК на пурпурните бактерии показват, че те се съставени от отделни групи, които често са по-близки родствено с други нефотосинтезиращи протеобактерии, околкото една с друга.

## История
Пурпурните бактерии са първите открити, чийто краен продукт от фотосинтезата не е кислород.

## Таксономия
Не-серните пурпурни бактерии се отнасят към групите алфа- и бета-протеобактерии, включващи:
| Rhodospirillales  |                                 |
| Rhodospirillaceae | e.g. Rhodospirillum             |
| Acetobacteraceae  | e.g. Rhodopila                  |
| Rhizobiales       |                                 |
| Bradyrhizobiaceae | e.g. Rhodopseudomonas palustris |
| Hyphomicrobiaceae | e.g. Rhodomicrobium             |
| Rhodobiaceae      | e.g. Rhodobium                  |
| Други семейства   |                                 |
| Rhodobacteraceae  | e.g. Rhodobacter                |
| Rhodocyclaceae    | e.g. Rhodocyclus                |
| Comamonadaceae    | e.g. Rhodoferax                 |

Пурпурните серни бактерии са включени в класа Гамапротеобактерии. Приликите във фотосинтетичния им апарат подсказва за възможен общ произход на различните линии или е следствие от хоризонтален генетичен трансфер.